# Eidgenössisches Sängerfest 1880
Das 17. Eidgenössische Sängerfest fand vom 10. bis 12. Juli 1880 in Zürich statt. Insgesamt nahmen 3900 Sänger in 90 Vereinen teil.
Organisiert wurde das Fest von den ältesten Zürcher Vereinen Harmonie und Männerchor. Das bisherige Rangnummernsystem in den Wettbewerbskategorien wurde abgeschafft, neu wurden für die höchste Leistungsstufe ex aequo Lorbeerkränze verliehen.
Als Festpräsident fungierte der Zürcher Stadtpräsident Melchior Römer. Präsident des Preisgerichts war der Luzerner Generalmusikdirektor Gustav Arnold, der zusammen mit dem Wettinger Dirigent Karl Attenhofer auch als Festdirektor der Gesamtaufführung auftrat.